# Finanzgericht des Saarlandes

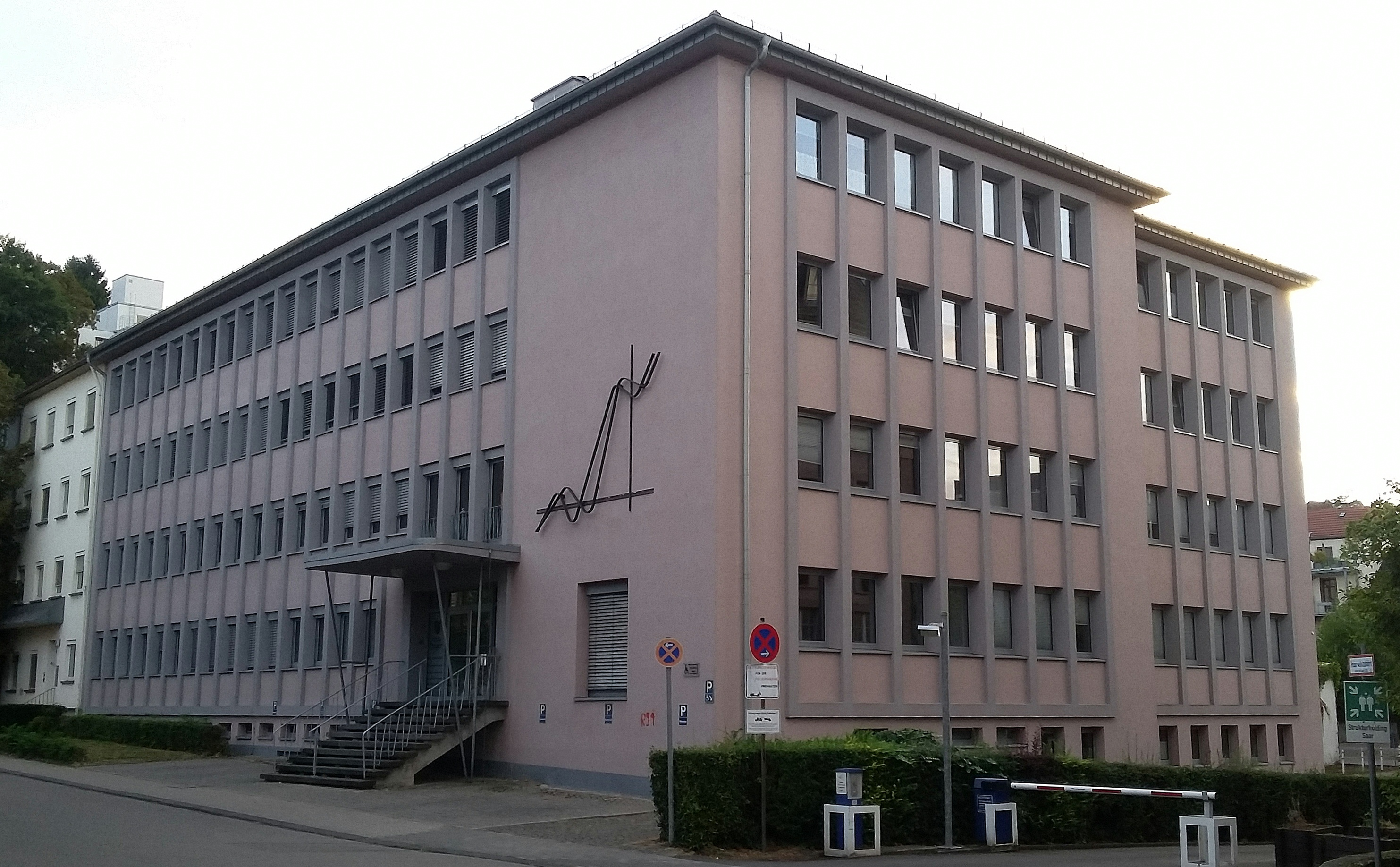
Gemeinsames Gebäude des Finanzgerichts des Saarlandes, des Landesarbeitsgerichts Saarland und des Arbeitsgerichts Saarland

Das Finanzgericht des Saarlandes ist ein deutsches Gericht der Finanzgerichtsbarkeit. Es ist das einzige Finanzgericht des Saarlandes. Seit 2017 steht mit Anke Morsch erstmals eine Frau als Präsidentin an der Spitze des Gerichts. 

## Geschichte
Vorgänger des Saarländischen Finanzgerichts vor 1945 war der Reichsfinanzhof. Nach Ende des Zweiten Weltkrieges stand das Saarland unter französischer Militärregierung.
Das Finanzgericht des Saarlandes wurde auf Basis von Art. 2 der Rechtsanordnung über die Wiedereinführung des Berufungsverfahrens auf dem Gebiet der Besitz- und Verkehrssteuern im Saarland vom 30. Mai 1947 errichtet. Die eingeschränkte Aufgabe des Finanzgerichts war es zunächst, Rechtsmittelbeschwerdeinstanz und oberster Gerichtshof zu sein. Beim Oberverwaltungsgericht des Saarlandes wurde ein Steuersenat eingerichtet.
Die Finanzgerichtsordnung des Saarlandes trat am 15. Mai 1951 in Kraft. Erst danach konnte das Finanzgericht mit der Rechtsprechung beginnen.
Erst nach der wirtschaftlichen Rückgliederung des Saarlandes am 6. Juli 1959 zum Bundesgebiet wurde die Zuständigkeit auf Zoll- und Verbrauchssteuern ausgedehnt.
Anke Morsch hat seit 2017 als erste Frau das Präsidentenamt inne.

## Gerichtssitz und -bezirk
Das Finanzgericht (FG) hat seinen Sitz in der Landeshauptstadt Saarbrücken.
Der Gerichtsbezirk erstreckt sich auf das Gebiet des gesamten Bundeslandes. Er umfasst damit eine Fläche von etwa 2571 km2 mit einer Einwohnerzahl von ca. 995.000 (Stand 30. September 2017).

## Gebäude
Das Gericht ist im Gebäude Hardenbergstraße 3 untergebracht. Unter diese Anschrift zogen zum 1. April 2018 auch das Landesarbeitsgericht Saarland und das Arbeitsgericht Saarland.

## Leitung
Liste der Finanzgerichtspräsidenten (bis 1996 noch unklar):
- Ab März 1948 Friedrich Gries[1]
- 1960–1961 Peter Sauer (Jurist), * 11. September 1902
- Ab 12. Oktober 1962 Friedrich W. Brengel, * 5. März 1914
- 1996–2007 Hansjürgen Schwarz, * 6. Mai 1942[4]
- 2007–2013 Axel Schmidt-Liebig, * 1948[5]
- 2013–2017 Peter Bilsdorfer[6]
- Seit 1. August 2017 Anke Morsch[7]

## Instanzenzug
Da die Finanzgerichtsbarkeit zweistufig aufgebaut ist, ist das Finanzgericht des Saarlandes gemäß § 2 Finanzgerichtsordnung sowohl ein oberes Landesgericht als auch Eingangsgericht in erster Instanz. Ihm übergeordnet ist der Bundesfinanzhof in München.